# Simeó de Durham
Simeó de Durham (també escrit Symeon) va ser un monjo benedictí de l'abadia de Durham que va viure al segle xii, conegut per la seva obra com a cronista.

## Vida
Simeó va ingressar de jove en el monestir benedictí de Jarrow. Es va traslladar a Durham el 1074, i va fer els vots l'any 1085 o 1086. Quan William de Saint-Calais va tornar del seu exili a Normandia el 1091, probablement Simeó va ser company seu. Simeó amb el temps va ser l'encarregat d'organitzar els cants del culte al seu priorat (precentor). Es conserven anotacions seves en alguns llibres de Durham, com en el Liber Vitae o llibre dels cants,(llibre que probablement va fer servir molt com a part dels seus deures com a precentor), i còpies dels llibres que va escriure.

## Obra
Simeó va ser l'autor de dues obres històriques, d'especial interès per l'estudi de la història del nord d'Anglaterra: el Libellus de Exordio atque Procursu istius, hoc est Dunelmensis, Ecclesie («El petit llibre sobre els orígens i evolució de l'Església de Durham») i una compilació titulada Historia regum Anglorum et Dacorum («Història dels reis d'Anglaterra i els danesos»).
Libellus de Exordio atque Procursu istius, hoc est Dunelmensis, Ecclesie
El primer és una història de la comunitat de monjos de Durham (que procedien de Lindisfarne) des de la seva fundació l'any 1096 i és, amb diferència, l'obra més important de Simeó. Va ser escrita entre el 1104 i el 1107. Aquesta tasca, imposada pels seus superiors, consistia en demostrar la continuïtat de la comunitat de Durham malgrat les interrupcions que van suposar per la vida monàstica els atacs vikings i les guerres de la conquesta normanda en diferents períodes. Simeó va cercar justificar l'expulsió de Guillem de Saint-Calais de la comunitat de Durham l'any 1083, per tal de donar sentit a la seva substitució per un grup de monjos benedictins arribats de Wearmouth i de Jarrow. Com anteriors escriptors de Durham, Simeó troba la continuïtat històrica entre les principals fases del desenvolupament de la comunitat mitjançant la constant presència del seu patró, sant Cuthbert. Els miracles efectuats en nom de Cuthbert durant el darrer període anglosaxó van ser especialment extravagants, i Simeó enganxa el lector relatant alguns d'ells, com ara el miracle de les tres onades, la fundació de Durham, i algunes curioses morts dels enemics del sant.
Es conserven algunes còpies del Libellus fetes durant l'edat mitjana. El mateix Simeó va revisar la còpia que es va trobar a Durham, actualment conservat a la biblioteca de la universitat (catàleg: Cosin V.II.6). Aquest és el text que s'ha publicat més vegades. El manuscrit de Durham conté dues continuacions d'autor anònim. La primera narra la història des del 1096 fins a la mort del bisbe Ranulf Flambard (1129); la segona va del 1133 fins al 1144. Una altra còpia, conservada a la biblioteca de la Universitat de Cambridge (catàleg: Ff. I.27) conté una tercera continuació que tracta sobre els anys 1145-1154. Un altre manuscrit, guardat a la col·lecció Cotton de la British Library (catàleg:Cotton Faustina A.V) sembla que sigui una versió del Libellus anterior a les revisions del manuscrit de Durham.
Historia regum Anglorum et Dacorum
Vers el 1129 Simeó va encetar la redacció de la Historia regum Anglorum et Dacorum. Aquesta narració històrica comença en el punt en què acaba la Història de Beda. Fins a l'any 957 Simeó es limita a copiar el que troba en uns antics annals de Durham que, si no fos per ell s'haurien perdut per sempre i que tenen molt de valor pel que fa a la història del nord d'Anglaterra. Des de l'any 1119 copia a John de Worcester, amb alguns afegits propis. La secció que tracta sobre els anys 1119-1129 és una narrativa independent i pràctica, ja que descriu fets contemporanis a la seva vida. Simeó en aquesta franja de la història s'expressa amb senzillesa i claredat; però no és menys important la seva tasca com a compilador de l'obra d'altres.
Es dona el fet curiós que Simeó fa servir la paraula Dacorum, que literalment vol dir dacis per referir-se als vikings que es van establir a Northúmbria (que ells deien Jòrvik) i a Dublín. Un error que també va cometre Asser, probablement perquè desconeixia l'existència de Dinamarca; val a dir que quan a aquests vikings se'ls preguntava sobre la seva procedència o de quina ètnia eren la majoria contestaven amb la paraula danes («danesos»), que té semblances fonètiques amb dacis o amb Dania(el nom llatí de Dinamarca).
El valor dels annals de Northúmbria, que Simeó va fer servir en la Historia regum Anglorum et Dacorum, ha estat posats en dubte per John Hodgson-Hinde en el prefaci del seu llibre Symeonis Dunelmensis opera, també per R. Pauli en Forschungen zur deutschen Geschichte i per W. Stubbs en la introducció a Roger of Hoveden.
Altres obres
Simeó també va ser l'autor de breus biografies dels arquebisbes de York i a més va escriure una carta en què llistava els errors teològics comesos per Orígenes. Se li han atribuït altres obres però l'autoria no ha quedat demostrada. Aquestes obres els va publicar Roger Twysden (1652) amb el títol Scriptores decem. L'edició moderna més completa és la de Thomas Arnold (Rolls series, 2 volums, 1882–1885).